# Aciphylla scott-thomsonii
Aciphylla scott-thomsonii là một loài thực vật có hoa trong họ Hoa tán. Loài này được Cockayne & Allan mô tả khoa học đầu tiên năm 1927.